# Microsoft Excel
Microsoft Excel是Microsoft为使用Windows和macOS操作系统的电脑编写的一款試算表软件。直观的界面、出色的计算功能和图表工具，再加上成功的市场营销，使Excel成为最流行的个人计算机数据处理软件。在1993年，作为Microsoft Office的组件发布了5.0版之后，Excel就开始成为所适用操作平台上的电子制表软件的霸主。

## 歷史
1982年，Microsoft推出了它的第一款電子製表軟件──Multiplan，並在CP/M系統上大獲成功，但在MS-DOS系統上，Multiplan敗給了Lotus 1-2-3。這個事件促使了Excel的誕生，正如Excel研發代號Doug Klunder：做Lotus 1-2-3能做的，並且做的更好。1985年，第一款Excel誕生，它只用於Mac系統；1987年11月，第一款適用於Windows系統的Excel也產生了（與Windows環境直接捆綁，在Mac中的版本號為2.0）。Lotus1-2-3遲遲不能適用於Windows系統，到了1988年，Excel的銷量超過了Lotus
，使得Microsoft站在了PC軟件商的領先位置。這次的事件，促成了軟件王國霸主的更替，Microsoft鞏固了它強有力的競爭者地位，並從中找到了發展圖形軟件的方向。此后大約每兩年，Microsoft就會推出新的版本來擴大自身的優勢，目前Excel的最新版本為22，也被稱作Microsoft Office Excel 2022。
早期，由於和另一家公司出售的名為Excel的軟件同名，Excel曾成為了商標法的目標，經過審判，Microsoft被要求在它的正式文件和法律文檔中以Microsoft Excel來命名這個軟件。但是，隨著時間的過去，這個慣例也就逐漸消逝了。
Excel雖然提供了大量的用戶界面特性，但它仍然保留了第一款電子制表軟件VisiCalc的特性：行、列組成單元格，數據、與數據相關的公式或者對其他單元格的絕對引用保存在單元格中。
Excel是第一款允許用戶自定義界面的電子制表軟件（包括字體、文字屬性和單元格格式）。它還引進了「智能重算」的功能，當單元格數據變動時，只有與之相關的數據才會更新，而原先的制表軟件只能重算全部數據或者等待下一個指令。同時，Excel還有強大的圖形功能。
1993年Excel第一次被捆綁進Microsoft Office中時，Microsoft就對Microsoft Word和PowerPoint的界面進行了重新設計，以適應這款當時極為流行的應用程序。
從1993年，Excel就開始支持Visual Basic for Applications（VBA）.VBA是一款功能強大的工具，它使Excel形成了獨立的編程環境。使用VBA和巨集，可以把手工步驟自動化，VBA也允許創建窗體來獲得用戶輸入的信息。但是，VBA的自動化功能也導致Excel成為宏病毒的攻擊目標。
從5.0到9.0，Excel中都隱藏了不同的复活節彩蛋。

## 版本
用于MS-DOS 的版本包括：
- 1987年Excel 2.0 for MS-DOS 3.0

用于Microsoft Windows的版本包括：
- 1987年Excel 2 for Windows
- 1990年Excel 3
- 1992年Excel 4
- 1993年Excel 5
- 1995年Excel 95 - 亦称7
- 1997年Excel 97 - 亦称8
- 1999年Excel 2000 - 亦称9
- 2001年Excel XP - 亦称10
- 2003年Excel 2003 - 亦称11
- 2006年Excel 2007 - 亦称12
- 2010年Excel 2010 - 亦称14
- 2013年Excel 2013 - 亦称15
- 2016年Excel 2016 - 亦稱16
- 2019年Excel 2019 - 亦稱17
- 2022年Excel 2022

用于Apple macOS的版本包括：
- 1985年 Excel 1.0
- 1988年 Excel 1.5
- 1989年 Excel 2.2
- 1990年 Excel 3.0
- 1992年 Excel 4.0
- 1993年 Excel 5.0 （Office 4.x 的一部分，最后的摩托罗拉680x0版本，第一个PowerPC版本）
- 1998年 Excel 8.0 （Office 98 的一部分）
- 2000年 Excel 9.0 （Office 2001 的一部分）
- 2001年 Excel 10.0 （Office v.X 的一部分）
- 2004年 Excel 11.0 （Office 2004 的一部分）
- 2008年 Excel 12.0 （Office 2008 的一部分）
- 2010年 Excel 14.0 （Office 2011 的一部分）
- 2015年 Excel 15.0 （Office 2016 的一部分）

用于OS/2的版本包括：
- 1989年Excel 2.2
- 1990年Excel 2.3
- 1991年Excel 3.0

此外尚有针对iOS、Android、Windows 10 Mobile的移动版Excel，Excel Mobile。

### 歷史版本匯總
| 图例： | 舊版本 | 舊版本，仍被支援 | 当前版本 | 最新预览版本 | 未来版本 |

| 年   | 名稱       | 版本 | 注釋                                                                                              |
| ---- | ---------- | ---- | ------------------------------------------------------------------------------------------------- |
| 1987 | Excel 2    | 2.0  | 为了对应当时Macintosh版本的版本号，初始版本号被设定为2                                            |
| 1990 | Excel 3    | 3.0  | 增加了三维绘图功能                                                                                |
| 1992 | Excel 4    | 4.0  | 增加了自动填充功能                                                                                |
| 1993 | Excel 5    | 5.0  | 增加了 Visual Basic for Applications (VBA) 以及一些面向对象的选项                                 |
| 1995 | Excel 95   | 7.0  | 更改版本号以对应当时 Word 的版本（此时 Word 和 Excel 都被打包进微软公司）                         |
| 1997 | Excel 97   | 8.0  |                                                                                                   |
| 2000 | Excel 2000 | 9.0  | Microsoft Office 2000 的一部分，也是 Windows Millennium（也称 Windows ME）的组成部分。            |
| 2002 | Excel 2002 | 10.0 |                                                                                                   |
| 2003 | Excel 2003 | 11.0 | 在上一版发布一年后就发布，目的是为了更好的协同 Microsoft Office 的其它部分（Word、PowerPoint 等） |
| 2007 | Excel 2007 | 12.0 |                                                                                                   |
| 2010 | Excel 2010 | 14.0 | 因部分地区对数字13的迷信而跳过版本号 13                                                           |
| 2013 | Excel 2013 | 15.0 | 增加了50个新函數                                                                                  |
| 2016 | Excel 2016 | 16.0 | Microsoft Office 2016的一部分                                                                     |
| 2019 | Excel 2019 |      |                                                                                                   |

| 年   | 名稱       | 版本 | 注釋                                                                                    |
| ---- | ---------- | ---- | --------------------------------------------------------------------------------------- |
| 1985 | Excel 1    | 1.0  | Excel的初始版本                                                                         |
| 1988 | Excel 1.5  | 1.5  |                                                                                         |
| 1989 | Excel 2    | 2.2  |                                                                                         |
| 1990 | Excel 3    | 3.0  |                                                                                         |
| 1992 | Excel 4    | 4.0  |                                                                                         |
| 1993 | Excel 5    | 5.0  | 只能运行在使用 PowerPC 处理器的 Mac 设备上。第一个 PowerPC 版本。                       |
| 1998 | Excel 98   | 8.0  | Excel 6 和 Excel 7 为了对应其他 Microsoft Office 软件的版本号而被跳过                   |
| 2000 | Excel 2000 | 9.0  |                                                                                         |
| 2001 | Excel 2001 | 10.0 |                                                                                         |
| 2004 | Excel 2004 | 11.0 |                                                                                         |
| 2008 | Excel 2008 | 12.0 |                                                                                         |
| 2011 | Excel 2011 | 14.0 | 跟Windows的版本一样，13号版本因为迷信而被跳过。                                         |
| 2015 | Excel 2015 | 15.0 |                                                                                         |
| 2016 | Excel 2016 | 16.0 | 与 Microsoft Office 的其它部分相同，自2016年起，发布日期将尽可能地与 Windows 版本相同。 |

| 年   | 名稱      | 版本 | 注釋                                                              |
| ---- | --------- | ---- | ----------------------------------------------------------------- |
| 1989 | Excel 2.2 | 2.2  | 版本号处于当时 Windows 版本的版本号之间                           |
| 1990 | Excel 2.3 | 2.3  |                                                                   |
| 1991 | Excel 3   | 3.0  | 最后的 OS/2 版本。该子系列被终止，但此时 Excel 仍然在开发及维护。 |

## 开源类库
开源类库支持在 Microsoft Excel 应用程序以外的环境中打开 Excel 电子表格。以下列出幾種常見的專案：
Go 语言
Excelize 是 Go 语言（Golang （页面存档备份，存于） ）编写的一个用来操作 Office Excel 文档类库，可以使用它来读取、写入带有复杂样式的 XLSX 文件。
Java
Apache POI开源项目提供用于读取和写入 Excel 电子表格文件的 Java 库。
PHP
PHPExcel （页面存档备份，存于）  是一个 PHP 语言的实现，可在 Web 应用中读取 Excel5，Excel 2003 和 Excel 2007 格式的文档。
.NET
Excel Services是使用.NET开发的工具。
Python
使用 xlrd （页面存档备份，存于）  和 openpyxl （页面存档备份，存于）  可以使用 Python 访问 Excel电子表格。
Javascript
js-xlsx （页面存档备份，存于）  和 js-xls （页面存档备份，存于）  可以使用 JS 打开 Excel 电子表格。

## 密碼保護
Microsoft Excel中的密碼保護提供了幾種類型：
- 利用密碼以打開一個文檔[2]
- 利用密碼以修改文檔[3]
- 利用密碼以取消保護工作表
- 利用密碼以保護工作簿
- 利用密碼以保護共享工作簿[4]

## 技术指标
Excel 7.0 (Excel 95) 及之前版本行数只能达到16384（=214）；Excel 8.0 (Excel 97/98) 至 Excel 11.0 (Excel 2003/2004) 将这一限制更改为65536（=216）行、256（=28，列标签为IV）列。自 Excel 12.0 (Excel 2007/2008) 起，行数上限更改为1048576（=220）， 列数上限被更改为16384（=214，列标签为XFD）。
Excel的时间系统中，会认为1900年2月29日是有效日期，也就是1900年为闰年，但实际上并不是。这是源于模仿早期竞品Lotus 1-2-3上的缺陷而引入的特性，由于Lotus 1-2-3的时间纪元以1900年起始，之后的时间为差值累加，导致其时间体系一开始就认为1900年是闰年，而Excel为了兼容Lotus 1-2-3的文件格式，也保留了这个缺陷作为特性而不进行修复，即使至今最新版本已不需要兼容Lotus 1-2-3。

## 竞争对手
- Google文件
- AceyOffice
- Ability Spreadsheet
- EditGrid
- Framework
- Lotus 1-2-3
- Gnumeric
- KSpread
- OpenOffice.org Calc
- Origin
- Quattro Pro
- The Cruncher（for MacIntosh）
- VisiCalc
- WPS表格
- LibreOffice